# Albert Batalla i Siscart
Albert Batalla i Siscart (la Seu d'Urgell, 25 d'octubre de 1977) és un polític català. Milita a Junts per Catalunya, exbatlle de la Seu d'Urgell (2008-2019) i exdiputat al Parlament de Catalunya (2003-2017).

## Biografia
Albert Batalla i Siscart es va llicenciar en periodisme per la Universitat Ramon Llull. L'any 1995 va entrar a l'organització política juvenil Joventut Nacionalista de Catalunya. Des de l'octubre de 2000 fins al novembre de 2004 en va ser el secretari general i a partir d'aquí i fins al desembre de 2006 en va ser el president. A les eleccions municipals a la Seu d'Urgell de 1999 i 2003 va formar part de les llistes de Convergència i Unió i posteriorment de l'equip de govern de l'Ajuntament ocupant diferents regidories.
A les eleccions al Parlament de Catalunya de 2003, va ser elegit diputat al Parlament de Catalunya per la Circumscripció de Lleida. A les eleccions al Parlament de Catalunya de 2006 va tornar a ser escollit de nou diputat.
A les eleccions municipals del maig de 2007, Albert Batalla va encapçalar les llistes de CiU. Després de les eleccions, CiU va fer un pacte amb ERC on s'acordava que l'alcaldia seria per Jordi Ausàs i Coll (ERC) els dos primers anys de la legislatura i els dos últims per Albert Batalla. Tot i això, després de les eleccions generals espanyoles del 9 de març de 2008, l'alcalde Jordi Ausàs va substituir Joan Puigcercós com a Conseller de Governació i Albert Batalla es va convertir en alcalde accidental esperant la decisió d'ERC: triar un nou alcalde republicà per exhaurir els dos anys de l'acord o avançar el canvi d'alcaldia per Albert Batalla ja fins a final de la legislatura, al final ERC es decantà per l'última opció, i aleshores, Albert Batalla esdevingué alcalde.
Batalla fou el cap de llista de CiU a la demarcació de Lleida a les eleccions al Parlament de Catalunya de 2010. Fou novament elegit diputat per Lleida a les eleccions al Parlament de Catalunya de 2012 i 2015, aquestes darreres a la llista Junts pel Sí.
El 2019 un desplegament policial va intervenir l'Ajuntament de la Seu, per investigar una querella anònima que va provocar l'obertura d'un procediment al jutjat d'instrucció 2 de La Seu d'Urgell. Després d'anys, el 2024 es va arxivar definitivament la causa.